# Team Greese
Das Team Greese war ein deutsches Radsportteam im Straßenradsport, das 1999 gegründet und 2000 aufgelöst wurde.

## Geschichte
Das Team wurde im Januar 1999 gegründet. Hauptsponsor war der Schweriner Unternehmer Bodo Greese, der Inhaber einer Speditionsfirma war. Das Team erhielt von der Union Cycliste International (UCI) eine Lizenz als GS3-Team (eine andere verbreitete Schreibweise war GS-III Team). Engagiert wurden 16 Berufsfahrer. Als Sportliche Leiter fungierten Karsten Niemann, Gregor Braun und Miles Schröder. Der Etat der Mannschaft betrug ca. 400.000 DM. Bereits im Mai 1999 häuften sich finanzielle Probleme, die Fahrer erhielten ihr Gehalt nur noch sporadisch. Daraufhin wechselten einige Fahrer in andere Teams. Der Eigner Greese beantragte für die Saison 2000 eine Lizenz als GS2-Team unter dem Namen IPM, das von Christian Henn geleitet werden sollte. Nach der Lizenzerteilung wurde das Team bereits Anfang März 2000 wieder aufgelöst. Zu dieser Zeit bestanden Verträge mit zehn Fahrern, darunter Enrico Poitschke und Stephan Gottschling.

## Erfolge
1999
- eine Etappe Commonwealth Bank Classic

## Bekannte Fahrer
- Stefan Nimke
- Carsten Podlesch
- Thorsten Wilhelms
- Enrico Poitschke